# Kirchenprovinz Montevideo
Die Kirchenprovinz Montevideo ist ein kirchlicher Verband römisch-katholischer Diözesen in Uruguay.

## Gliederung
Die Kirchenprovinz Montevideo besteht aus dem Metropolitanbistum Montevideo mit dem Metropoliten Daniel Sturla an der Spitze der römisch-katholischen Hierarchie in Uruguay, der zugleich der Erzbischof von Montevideo ist, sowie den folgenden 
neun Suffraganbistümern:
- Bistum Canelones
- Bistum Florida
- Bistum Maldonado-Punta del Este-Minas
- Bistum Melo
- Bistum Mercedes
- Bistum Salto
- Bistum San José de Mayo
- Bistum Tacuarembó